# Convention sur la réduction des cas de pluralité de nationalités et sur les obligations militaires en cas de pluralité de nationalités
Lire en ligne

Texte sur le site du Conseil de l'Europe

La Convention sur la réduction des cas de pluralité de nationalités et sur les obligations militaires en cas de pluralité de nationalités est une convention du Conseil de l'Europe signée à Strasbourg le 6 mai 1963.

## Description
Il comporte deux chapitres de contenu, le premier sur la réduction des cas de pluralité de nationalités, le second sur le règlement des cas de services militaires pour les détenteurs de plusieurs nationalités.

## Historique
Le premier chapitre a été dénoncé par l'Italie, le Luxembourg, la France, le Danemark, la Belgique, la Suède. L'Allemagne a dénoncé l'entièreté du traité.